# Movimiento Agrario Misionero
El Movimiento Agrario Misionero es un movimiento agrario de pequeños y medianos productores, formado en la primera mitad de los años setenta, que comenzaron a movilizarse en defensa de lo que ellos consideraban sus derechos, -mejores condiciones de producción, comercialización y acceso a la tierra- en un contexto de profundización de crisis de las economías regionales. El Movimiento Agrario Misionero se constituye en el referente provincial de lo que fueron las Ligas Agrarias del Nordeste y que, a su vez, constituyeron la máxima expresión de la lucha social en el ámbito rural en esa década. Esta lucha dio pie a que todos los trabajadores se levantaran en armas para exigir sus derechos ante el gobierno

## Conformación
En la segunda mitad del siglo XX en Misiones, los diferentes cultivos agropecuarios determinaban dos clases de productores, por un lado una masa de pequeños y medianos productores y por el otro una burguesía agroindustrial de plantadores que incorporaban procesos primarios de industrialización a través de secaderos, molinos, etc. Además, estos sectores agroindustriales no actuaban solamente en la órbita de la comercialización, sino que también lo hacían en la órbita de la producción por medio de grandes plantaciones con mano de obra asalariada, estos sectores ligados a grandes capitales monopólicos nacionales inmediatamente se posicionaron adelante en la cadena productiva de Misiones.
Según Bartolomé para esa fecha se puede considerar como pequeños productores a los que poseen tierras de menos de veinticinco hectáreas, y entre diez y quince de ellas bajo cultivo efectivo, y productores medios los que poseen o explotan una superficie de entre veinticinco y cien hectáreas con auto subsistencia y posibilidad de acumular un fondo o plusvalía.
Los precios de los productos cultivados eran fijados anualmente por el Estado a través de diversos mecanismos de negociación con los sectores de la producción. De esta manera, el Estado era el mediador entre los pequeños y medianos productores, las cooperativas y los grandes secaderos y molinos, y además, claramente, el responsable de las políticas aplicadas a la zona rural. 
Hasta comienzos de la década del setenta no existían gremios que representasen efectivamente a los pequeños y medianos productores. Si bien las cooperativas cumplían con cierto grado de representación, estaban limitadas en su plano de acción y sobre todo por los colonos más pudientes que formaban parte de ellas. 
En Misiones se incrementaba una crisis económica en el sector agrario debido a los problemas en la comercialización de los cultivos tradicionales (yerba mate, té, tung). Entre otras cosas, por ejemplo los productores yerbateros esperaban el pago de la prenda del año '65 por parte de la C.R.Y.M. (Comisión Reguladora de la Yerba Mate); los tealeros se enfrentaban a la caída de los precios del cultivo y a la ausencia de alternativas de comercialización ya que tanto los acopiadores particulares como las cooperativas pagaban el mismo precio por el producto.  A esto se sumaba la falta de créditos y altos precios de los insumos que progresivamente empobrecían la explotación familiar, o impedían mantener tasas de capitalización.
Los jóvenes militantes del Movimiento Rural Cristiano (M.R.C.) fueron los promotores en la organización de una reunión cuya finalidad consistía en la organización de los productores agrarios para encontrar soluciones a esas cuestiones. El M.R.C. tuvo un rol fundamental en la creación de las Ligas Agrarias del Nordeste.
La dirección del M.A.M., en sus comienzos se conformó por dos vertientes: por un lado los cuadros políticos del Movimiento Rural y por el otro los asesores, que tuvieron una influencia fue muy importante y cuya presencia definirá para el MAM toda una línea de acción y todo un flanco de críticas.
El 28 de agosto de 1971, los colonos deciden dar un paso trascendental en la organización por las reivindicaciones del sector: crean un gremio, y lo denominan Movimiento Agrario de Misiones (MAM). Sus dirigentes provienen principalmente del Movimiento Rural Cristiano, con el sacerdote tercermundista José Czerepak (1939–2011) como principal asesor. 

La constitución del MAM responde a varios factores: la situación económica social de injusticia que afecta a las familias agrarias, en especial a las de los pequeños y medianos productores; la falta de una organización de base que les permita constituir por medio de la unidad, un factor de influencia ante los sectores de decisión para conseguir soluciones de fondo a sus problemas; el gran éxodo de la juventud agraria de Misiones.
“Al principio el movimiento se forma por una necesidad concreta que había con la malaria que estaba viviendo el agricultor, con eso se comienza, pero después se empieza a profundizar lo que es el ser humano en una sociedad, las necesidades que tiene y lo que significa estar inserto en una sociedad, y qué sos vos agricultor en una sociedad, y bueno, el colono acá era el peón de los monopolios y se empezó a darle valor a lo que era el trabajo y la vida de un ser humano y cómo había que comprometerse participando y reclamando lo tuyo. Se hizo un programa donde no solamente se luchaba por el precio del producto sino que también se empezaba a trabajar para ver el mejoramiento de las escuelas, hacer mas escuelas, la cuestión de la salud, se empieza a pelear por eso, se lucha mucho por la participación de la mujer dentro de la sociedad, en ese momento no se la tenía en cuenta…"
Susana Benedetti, miembro fundador del MAM

## Etapas
A lo largo de sus más de treinta años de existencia se pueden distinguir tres etapas en la historia del MAM
- Primera Etapa:Desde fines de la década del sesenta hasta el golpe del '76 .
- Segunda Etapa:Coincidente con la vuelta de la democracia en 1983.
- Tercera Etapa:Coincidente con el auge del neoliberalismo en la década del noventa.